# Geishouse
Geishouse (Duits: Geishausen) is een gemeente in het Franse departement Haut-Rhin in de regio Grand Est. De gemeente telde 429 inwoners op 1 januari 2022.

## Geschiedenis
De gemeente maakte voor 2015 deel uit van het arrondissement Thann en kanton Saint-Amarin. Op 1 januari van dat jaar fuseerde het arrondissement met het arrondissement Guebwiller tot het arrondissement Thann-Guebwiller. Toen het kanton op 22 maart 2015 werd opgeheven werden de gemeenten opgenomen in het kanton Cernay.

## Geografie
De oppervlakte van Geishouse bedraagt 7,28 vierkante kilometer; Op 1 januari 2022 was de bevolkingsdichtheid 58,9 inwoners per km².
De onderstaande kaart toont de ligging van Geishouse met de belangrijkste infrastructuur en aangrenzende gemeenten.

## Demografie
Onderstaande figuur toont het verloop van het inwonertal.
Aspach-le-Bas · Aspach-Michelbach · Bernwiller · Bitschwiller-lès-Thann · Bourbach-le-Bas · Cernay · Fellering · Geishouse · Goldbach-Altenbach · Husseren-Wesserling · Kruth · Leimbach · Malmerspach · Mitzach · Mollau · Moosch · Oderen · Rammersmatt · Ranspach · Roderen · Saint-Amarin · Schweighouse-Thann · Storckensohn · Steinbach · Thann · Uffholtz · Urbès · Vieux-Thann · Willer-sur-Thur · Wattwiller